# Chromobacterium violaceum
Il Chromobacterium violaceum è un batterio gram-negativo anaerobico, che causa infezioni al fegato. Produce violacein, antibiotico naturale che potrebbe rivelarsi utile per trattare il cancro del colon e altri tipi di tumore.
Normalmente ha un flagello alla sua estremità, e due flagelli laterali.